# Cnephora ambusta
Cnephora ambusta är en fjärilsart som beskrevs av W. Warren 1904. Cnephora ambusta ingår i släktet Cnephora och familjen mätare. Inga underarter finns listade i Catalogue of Life.